# Trey Pipkins
James Earl Pipkins III (Apple Valley, Minnesota, 5 de septiembre de 1996) más conocido como Trey Pipkins, es un jugador profesional estadounidense de fútbol americano que se desempeña en la posición de offensive tackle en Los Angeles Chargers, equipo de la National Football League (NFL).

## Carrera
Fue seleccionado en la tercera ronda en la Reunión Anual de Selección de Jugadores de la NFL de 2019. Hizo su debut profesional con el equipo Los Angeles Chargers, donde lleva jugando cinco temporadas.